# Três Fronteiras
Três Fronteiras é um município brasileiro do estado de São Paulo. A cidade tem uma população estimada em 7.013 habitantes (IBGE/2024).

## História
Três Fronteiras é o resultado da unificação de dois povoados: Marcondes Filho e São José da Alegria, implantados respectivamente, pela Empresa Paulista de Colonização Ltda. e José Manoel Ferreira, conhecido como Coronel Ferreira.
Desde o final do século XIX, a região era conhecida como passagem obrigatória dos tropeiros, que vindo de Mato Grosso, através do Porto Tabuado, encaminhavam-se para nosso estado, trafegando pela centenária Estrada Boiadeira, onde existiam esparsas pousadas de bois. As mais recentes, na década de 1940, eram as da família de Policarpo, situada no córrego do Marruco e da família Ferreira, situada no córrego da Alegria. Em 1938, José Manoel Ferreira adquiriu nestas paragens, uma gleba de 800 alqueires e seu sobrinho (e genro), João José da Silva, conhecido por João Egídio, comprou outra de 450 alqueires, iniciando no ano seguinte, no local, a atividade agropastoril.
Por volta de 1944, José Manoel Ferreira vendeu a um grupo de pessoas da cidade de Lins, sócios-fundadores da Empresa Paulista de Colonização, uma área aproximada de 60 alqueires, próxima ao local onde estava projetada a ferrovia, antiga Estrada de Ferro Araraquarense. Nesse terreno, e às margens do futuro leito ferroviário, os empreendedores de Lins iniciaram um loteamento urbano a que deram a denominação de Marcondes Filho.
Despertado pela ideia de ver surgir uma cidade no local, José Manoel Ferreira, iniciou logo após, a implantação de outro povoado, ao lado direito da futura linha férrea. Em 10 de outubro de 1947, José Manoel Ferreira e Mário Bretas Saraiva, representando a Empresa Paulista de Colonização, resolveram unificar os povoados, com a denominação de Três Fronteiras, constando como data de fundação, o dia 12 de outubro de 1947 e tendo como padroeira, Nossa Senhora Aparecida. Seus primeiros moradores foram: Jovelino Policarpo, Antonio de Melo, João José da Silva (João Egídio), José Manoel Ferreira e Mário Bretas Saraiva.
Do final da década de 40 até meados dos anos 50, inúmeras famílias vieram para a terra nova, destacando-se entre elas as que se incorporaram à história do município: as famílias de Miguel Renda, de João Manoel Sevilha Dias, de José Claudio Fogaça, de Aloísio Silva Nascimento, de Raul Bíscaro, de José do Nascimento, de Gilberto Mercante, família Marconcini, família Parra,família Guindani, família Garcia e outras mais. As atividades econômicas do município foram determinando as diversas etapas de seu desenvolvimento. Até o início da colonização urbana, a predominância foi a de extração de madeira e a pequena pecuária. Daí, até meados da década de 50, a produção de cereais, a indústria madeireira e olarias.
Da metade dos anos 50 até por volta de 1965, o município de Três Fronteiras foi um dos maiores produtores de algodão do Estado, e paralelamente, a cafeicultura firmava-se como fator de primordial importância para o seu desenvolvimento econômico. A partir de então, ocorreu considerável diversificação, com o surgimento heterogêneo de culturas, destacando-se as de amendoim, milho, arroz, feijão, algodão, laranja e tomate. Nestes últimos anos, em virtude do lago alimentador da hidrelétrica de Ilha Solteira, vem surgindo a atividade turística, com implantação de loteamentos de lazer às margens do lago.

### Formação territorial-administrativa
Histórico da formação do município:
Em 24 de dezembro de 1948, o núcleo urbano de Três Fronteiras foi elevado à categoria de distrito, em terras desmembradas do município de Jales, pela lei estadual n° 233, sendo que sua instalação ocorreu em 8 de abril de 1950. 
No ano de 1953, houve uma disputa entre Santa Fé do Sul, um simples povoado, e Três Fronteiras, um distrito. Tanto Santa Fé do Sul como Três Fronteiras requereram a categoria de município. A lei quinquenal contava claramente que não iria à categoria de município sem ser distrito.
No primeiro projeto da lei quinquenal de 1953, Três Fronteiras foi elevada a condição de município, porém, daí a alguns dias, a lei foi alterada. Houve uma emenda que dizia: Entre vários distritos que fossem elevados a categoria de município, a sede seria o povoado de maior renda. Como Santa Fé do Sul tinha maior renda, foi elevada a categoria de município, passando assim, o distrito de Três Fronteiras, a pertencer ao município de Santa Fé do Sul, pela Lei n° 2455 de 30 de dezembro de 1953.
Pela Lei estadual n° 5285 de 18 de fevereiro de 1959, deu-se a emancipação política, com a criação do município, com sede no município de Três Fronteiras e com território desmembrado do município de Santa Fé do Sul. 

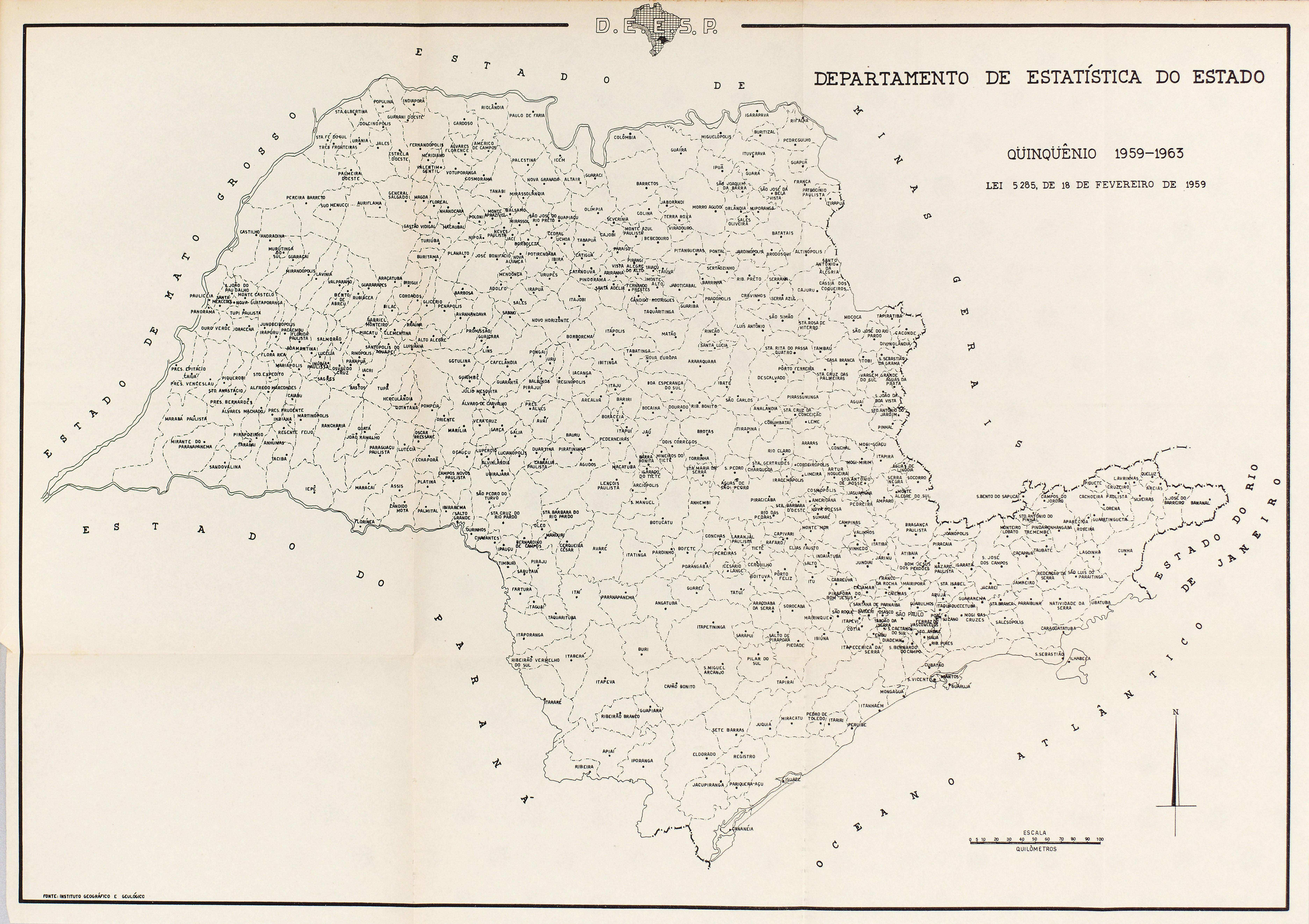
Estado de São Paulo (1959).

Após a realização da primeira eleição municipal, foram estes os primeiros mandatários do município, empossados em 1 de janeiro de 1960: Prefeito-Miguel Renda, Vice-Prefeito-Pedro de Haro, e os vereadores Paul Biscaro, Felicio Marciano da Silva, Antonio Gonçalves, José Francisco da Silva, Gilberto Mercante, José Viana Alves, Eurico Leão Mendes, Arlindo Poleto e Manoel Ferreira Soares. 

## Geografia
Três Fronteiras está localizada na microrregião da Alta Araraquarense de Fernandópolis, no extremo Noroeste do estado de São Paulo, nas divisas de Mato Grosso do Sul e Minas Gerais.
Localiza-se a uma latitude 20º14'06" Sul e a uma longitude 50º53'25" Oeste, estando a uma altitude de 395 metros. Limita-se ao norte com Santa Rita D'Oeste, ao sul com Nova Canaã Paulista e Palmeira D'Oeste, a leste com Santana da Ponte Pensa e a oeste com Santa Fé do Sul. Seu clima é tropical com inverno seco. A área do município é de 151,594 Km² e a distância da sede à capital do estado é de 621 km.

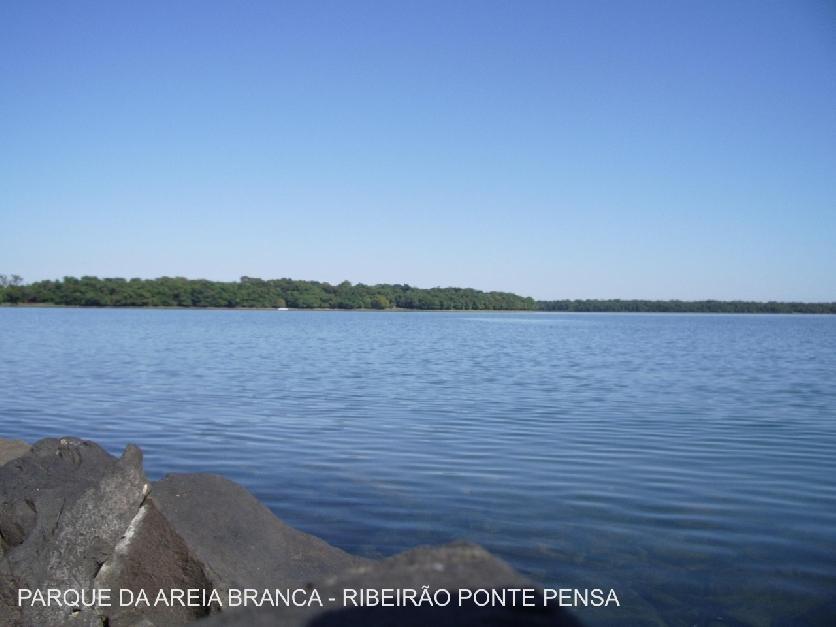
Ribeirão Ponte Pensa - Parque Ecoturístico da Areia Branca.

### Hidrografia
- Ribeirão Ponte Pensa que é um afluente do Rio Paraná.
- Córregos: do Marruco, Queixadas, Volta Grande e Cigano.

### Rodovias
- SP-320 Rodovia Euclides da Cunha
- SP-595 Rodovia dos Barrageiros

### Ferrovias
- Linha Tronco da antiga Estrada de Ferro Araraquara [9]

## Demografia

### População
| Crescimento populacional                             | Crescimento populacional | Crescimento populacional | Crescimento populacional |
| Ano                                                  | População Total          |                          | %±                       |
| ---------------------------------------------------- | ------------------------ | ------------------------ | ------------------------ |
| 1960                                                 | 11 884                   |                          | —                        |
| 1970                                                 | 12 039                   |                          | 1,3%                     |
| 1980                                                 | 8 713                    |                          | −27,6%                   |
| 1991                                                 | 7 859                    |                          | −9,8%                    |
| 2000                                                 | 5 159                    |                          | −34,4%                   |
| 2010                                                 | 5 427                    |                          | 5,2%                     |
| 2022                                                 | 6 804                    |                          | 25,4%                    |
| Est. 2024                                            | 7 013                    | [ 10 ]                   | 3,1%                     |
| Fontes: Censos Demográficos IBGE e Estimativas SEADE |                          |                          |                          |

### Dados demográficos
Dados do Censo - 2014
População total: 5.694
- Urbana: 4.598
- Rural: 829
- Homens: 2.718[15]
- Mulheres: 2.709
- Densidade demográfica (hab./km²): 35,45

## Política e administração

### Poder administrativo e legislativo
- Prefeito: Rubens José Belão (Bim Belão) - PSDB (2020/2024)[16]
- Vice-prefeito: Márcio Teodoro Lemos
- Presidente da câmara: Mariene Maia - PSDB (2019/2020)

### Poder judiciário
No dia 14 de Novembro de 2014 foi instalada pelo Presidente do Egrégio Tribunal de Justiça de São Paulo, Desembargador José Renato Nalini, uma Unidade de Justiça no município.

## Infraestrutura

### Comunicações
O sistema de telefones automáticos foi inaugurado na cidade em 1983 pela Telecomunicações de São Paulo (TELESP), que também implantou o sistema de discagem direta à distância (DDD) em 1986 com o código de área (0176).
Na década de 90 o código DDD da cidade foi alterado para (017), para padronização do sistema telefônico com a telefonia celular que estava sendo implantada em todo o estado.

## Cultura e lazer

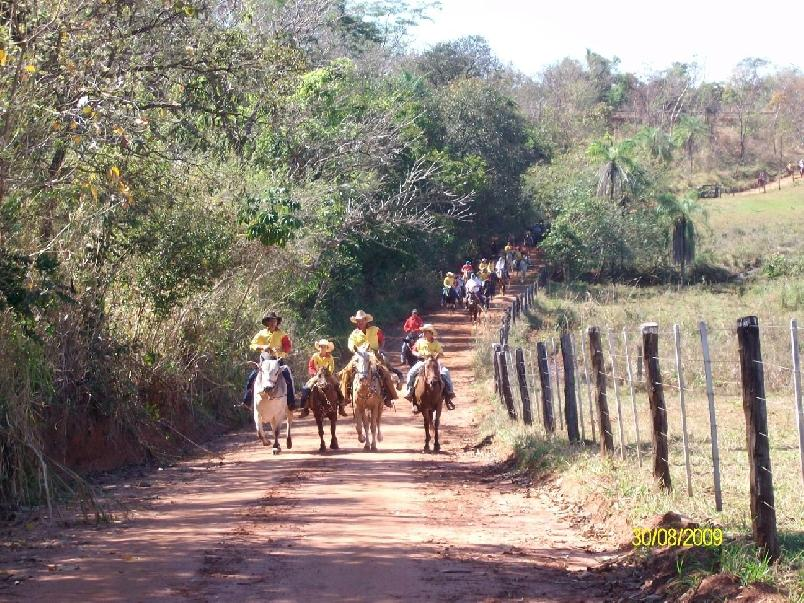
Cavalgada Histórica pela Estrada Boiadeira que ligava o estado de São Paulo ao Porto Taboado.

Com o represamento do rio Paraná e a consequente formação do lago de Ilha Solteira abriram-se excelentes perspectivas turísticas para o município. Às margens do lago estão construídos dezenas de ranchos e áreas de lazer abertas ao público.
- O município de Três Fronteiras conta com a maior área de lazer dos Grandes Lagos. O Parque Ecoturístico da Areia Branca é administrado pela Prefeitura Municipal
- Cavalgada Histórica pela Estrada Boiadeira

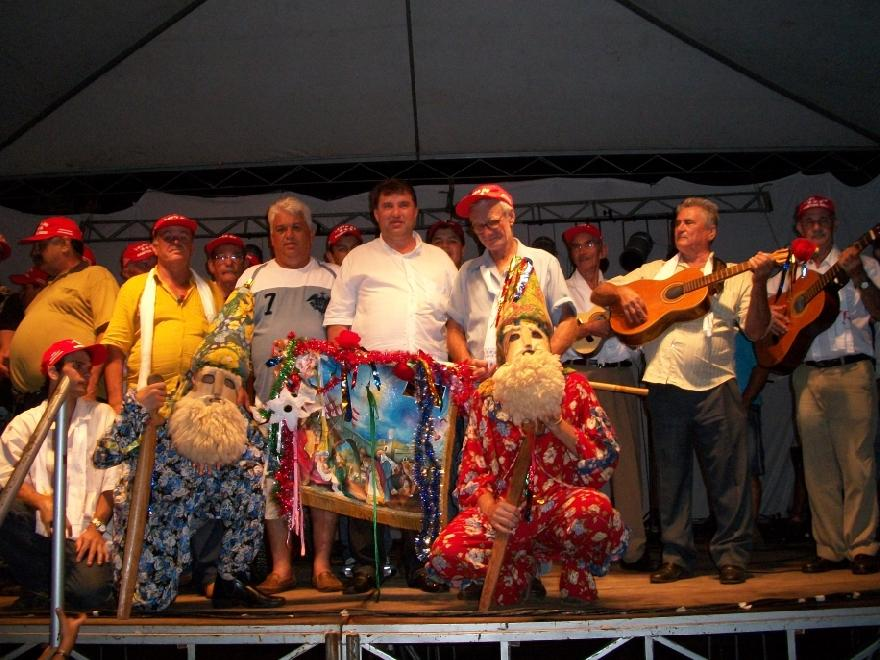
Companhia Três Reis do Oriente.

- São realizadas anualmente as Festividades de Santos Reis com a presença de milhares de pessoas de todos o Estado de São Paulo
- Três Fronteiras também possui um grande conjunto de residências entorno ao Ribeirão Ponte Pensa, formando os Bairros Guanabara e Itamaracá
- Outro ponto forte do turismo em Três Fronteiras é que o município abriga a Colônia de Férias dos Advogados Paulistas, uma referência estadual para a classe
- FACIC - Feira Agropecuária Comercial Industrial e Cultural de Três Fronteiras
- Fronteira Folia - Carnaval de Rua

### Datas comemorativas
- 5 de janeiro - Festividades de Santos Reis.
- 18 de fevereiro - Emancipação Política.
- 12 de outubro - Fundação do Município.

## Religião

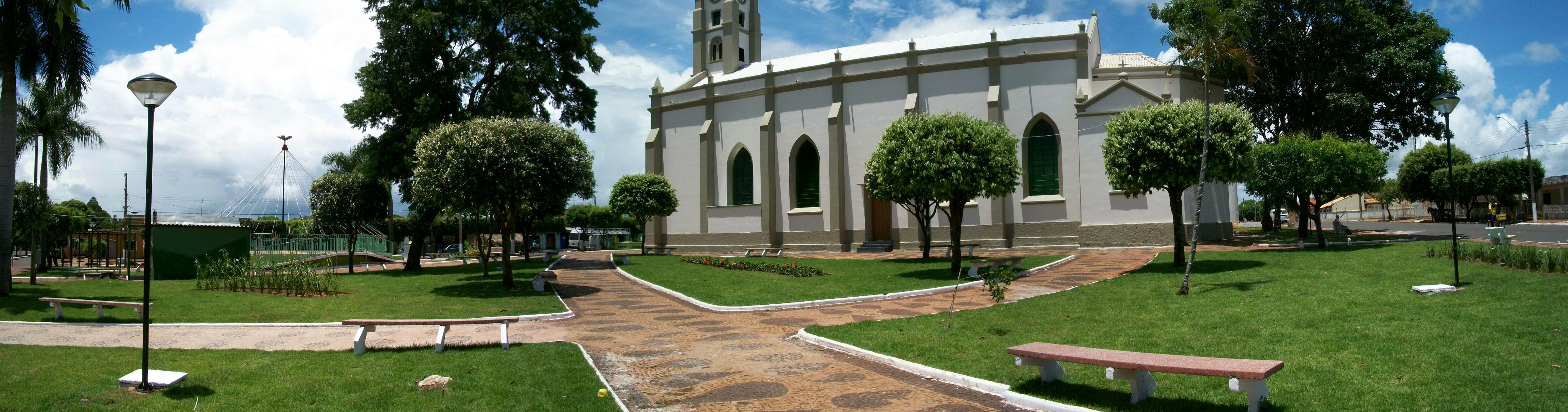
Praça da Igreja Matriz.

O Cristianismo se faz presente na cidade da seguinte forma:

### Igreja Católica
- A igreja faz parte da Diocese de Jales.[20]

### Igrejas Evangélicas
Entre as igrejas protestantes históricas, pentecostais e neopentecostais, encontram-se na cidade:
- Assembleia de Deus Ministério do Belém.[23][24]
- Congregação Cristã no Brasil.[25]